# L'Animale
L’Animale és una pel·lícula drama juvenil austríaca dirigida per Katharina Mückstein. L'estrena va tenir lloc el 18 de febrer de 2018 en el marc del 68è Festival Internacional de Cinema de Berlín, on la pel·lícula va ser convidada a la secció Panorama. L'estrena a les sales austríaques va tenir lloc el 16 de març de 2018.

## Acció
És l'estiu i la Mati està a punt de fer l'examen de Matura. Viu amb el seu pare Paul, aparellador, i la seva mare Gabi, veterinària, en una luxosa casa unifamiliar que encara està en construcció. Se suposa que la Mati ha d'anar a Viena després de passar Matura i estudiar veterinària com la seva mare. En el seu temps lliure ajuda a la consulta veterinària de la seva mare i li agrada passar l'estona amb els nois. Ella corre contra ells en una pedrera, inclòs el Sebi, fill del granger local Grexi. La Mati i el Sebi van créixer junts i Sebi està secretament enamorat d'ella. Al mateix temps, trafica en secret amb drogues i tots dos passen nits bullicioses amb els seus amics a la discoteca local.
Quan la Mati, Sebis i els seus amics intimiden a una companya de classe, una antiga exnòvia d'un membre de la camarilla, de camí a casa, la Carla l'ajuda inesperadament. La Mati queda immediatament fascinada per la noia, que és uns anys més gran. La Carla viu sola i treballa al supermercat local per poder treure's el batxillerat. Una mica més tard es tornen a trobar per casualitat quan la Carla porta el seu gat a la consulta veterinària. Ambdues es fan amigues, consumeixen drogues i passen molt de temps juntes. La Mati aviat se sent més per la Carla. Per disgust de la seva mare, la Mati comença a qüestionar el seu futur professional previst.
Mentrestant, el matrimoni dels pares de Mati comença a trontollar. El pare Paul anhela en secret teir sexe amb homes i viu les seves primeres fantasies eròtiques amb una parella d'esquaix al gimnàs. Quan la mare de la Mati, Gabi, se n'assabenta per accident, es guarda el descobriment. Comença a qüestionar el seu matrimoni i manté relacions sexuals amb Grexi, el pare d'en Sebi.
Paul, que no pot admetre la seva homosexualitat, coneix a la feina l'Andi. Accepta la seva invitació a una festa nocturna al costat del llac amb altres amics gais. Quan tots dos neden cap a una illa llunyana, l'Andi no accepta els avenços de Paul perquè no vol tractar amb homes que no han sortit de l'armari. Decebut, Paul es queda enrere a l'illa i hores més tard l'Andi i un amic el fan tornar en vaixell.
Mati deixa sense resposta els avenços de Sebi. Quan s'adona que la Mati va passar la nit amb la Carla en comptes d'estudiar a casa per la Matura, tal com li prescriuen, reacciona amb gelosia. Aleshores es torna hostil cap a la Mati i incita la colla a portar la Mati al supermercat on treballa la Carla. Allà, el Sebi deixa caure ampolles d'alcohol deliberadament i li demana a la Mati que faci el mateix. Sota la pressió de Sebi i dos membres més de la camarilla, la Mati no pot comprometre's amb la Carla i destrueix nombroses ampolles d'alcohol. Aleshores la Carla vol acabar amb la seva estreta amistat amb la Mati. Però la Mati canvia d'opinió i es posa davant de casa a la nit i demana que la deixin entrar.
Hores més tard, després d'una nit a la discoteca, el decebut Sebi intenta entrar a casa de la Carla amb els seus amics. Espantades, la Mati i la Carla fugen al bosc i busquen refugi en una cova. L'endemà al matí, Paul torna amb la seva dona. Comença a plorar al llit i és consolat per la seva dona. La Mati fa l'examen de Matura i és la primera a lliurar el seu treball.

## Producció

### Repartiment i finançament

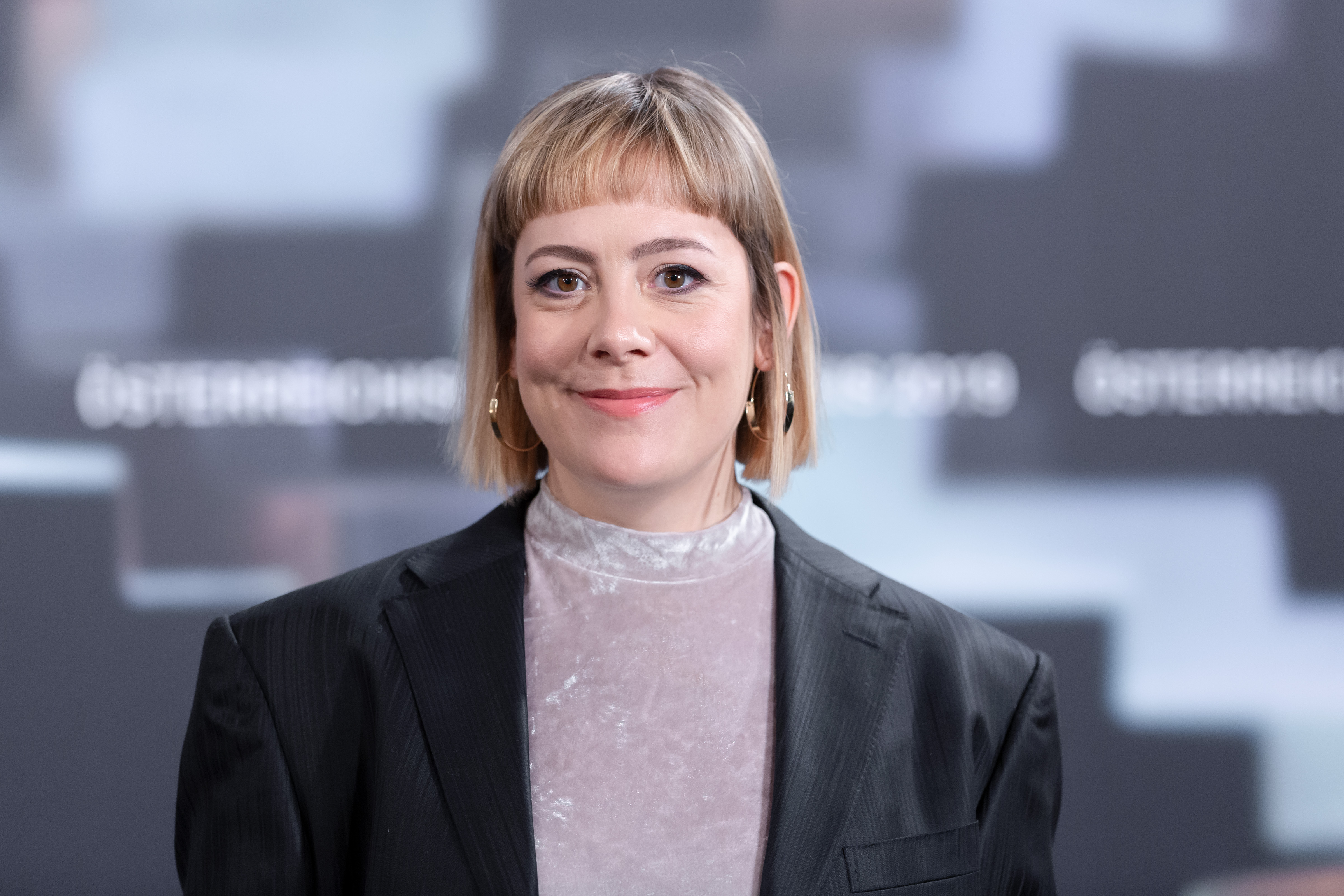
Katharina Mückstein (2019)

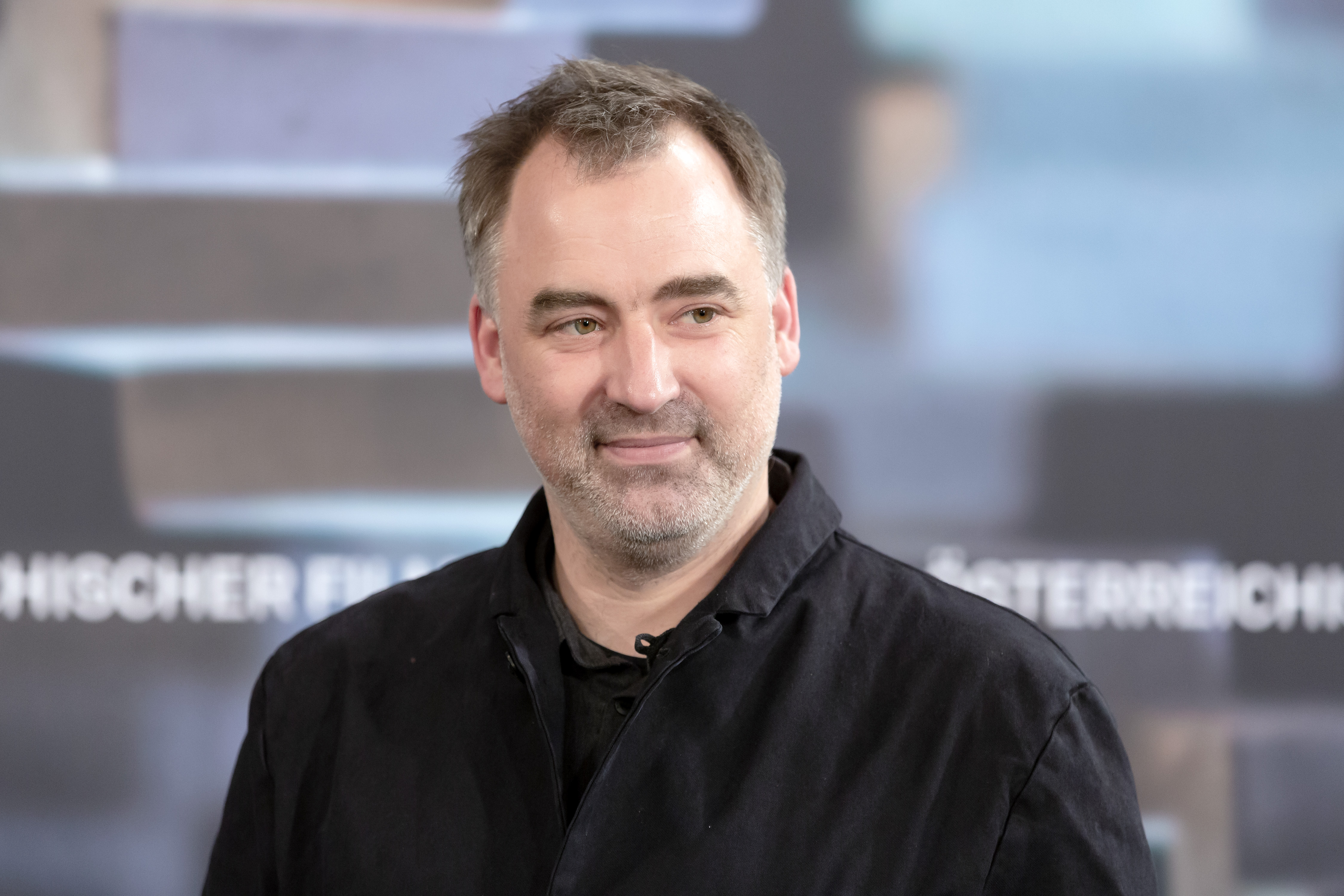
Bernhard Fleischmann (2019)

Fou dirigida per Katharina Mückstein, que també va escriure el guió de la pel·lícula. La música de la pel·lícula va ser composta per Bernhard Fleischmann.
La pel·lícula va ser produïda per Nikolaus Geyrhalter Filmproduktion, coproduïda per La Banda Film. Monika Buttinger va ser la responsable del disseny de vestuari, Katharina Haring de l'escenografia i Hjalti Bager-Jonathansson del so.
L'Institut del Cinema Austríac va finançar la pel·lícula amb 671.000 euros, el Filmfonds Wien va concedir 493.400 euros per la producció. La pel·lícula va rebre més suport de l'Österreichischer Rundfunk-Film/Fernsehabkommen, de FISA – Filmstandort Àustria i de la Baixa Àustria.

### Títol i tema de la pel·lícula
L’Animale, el títol de la pel·lícula, fa referència a la cançó homònima del cantant italià Franco Battiato de 1985. Mückstein va escoltar L'Animale mentre treballava en el guió. Se li va ocórrer que els seus personatges també podien cantar aquesta cançó ja que canta sobre el tema central de la pel·lícula. “Battiato canta sobre l'animal en si mateix, però no el veu com una cosa instintiva, sinó més aviat com una cosa intuïtiva, una cosa completament autèntica que no pot fingir. També llança una mirada irònica a l'animal perquè constantment vol alguna cosa que no vol o se suposa que no vol. Al mateix temps, sap que l'animal sempre guanya al final", diu Mückstein.
La cançó de Battiato s'utilitza directament la nit decisiva abans de l'examen de Matura de Mati. La Mati, els seus pares, la Sebi i la Carla comencen a cantar quan tothom es pot deixar anar. Mückstein no volia utilitzar la música d'una manera manipulativa.

### Repartiment

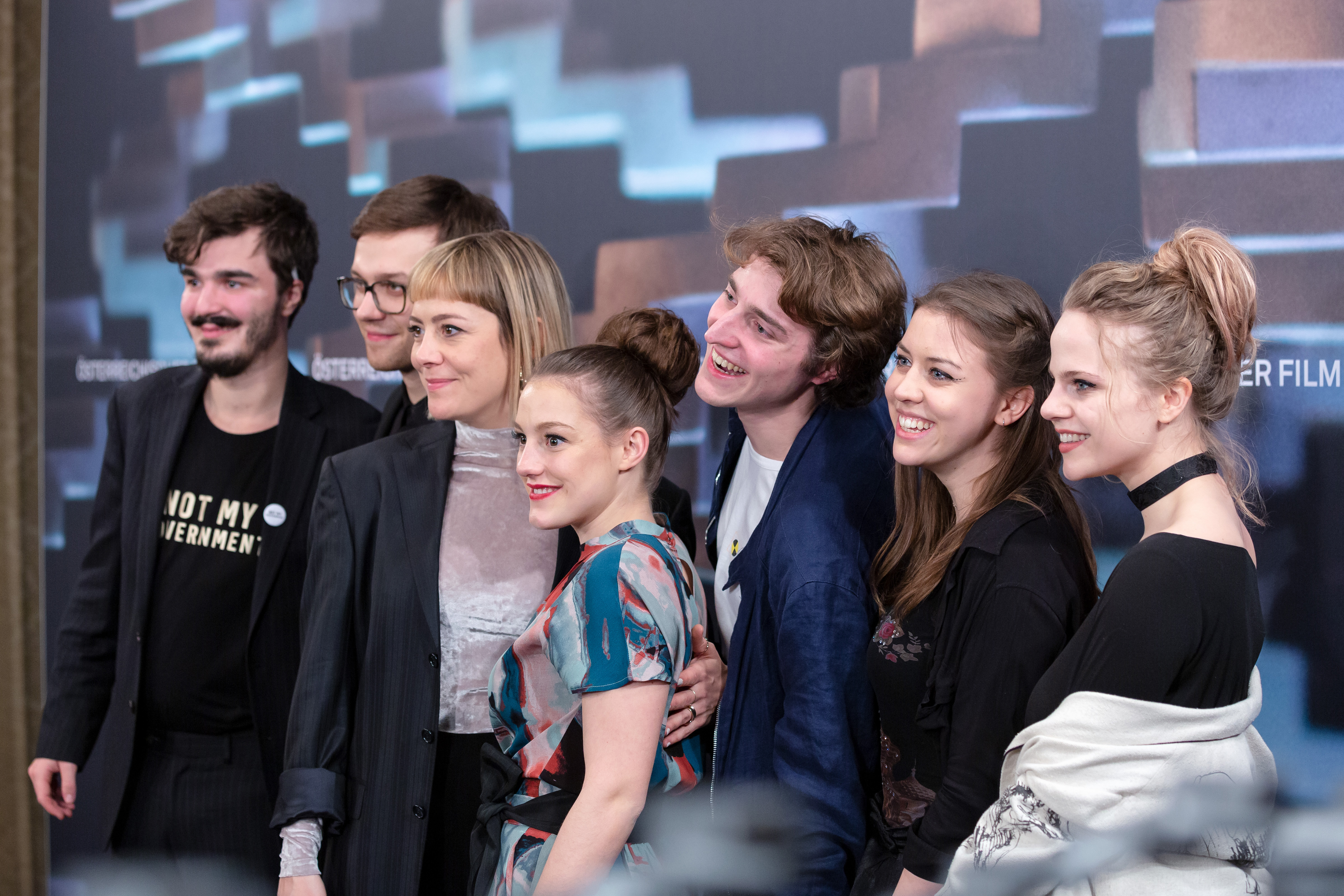
Mückstein amb Sophie Stockinger i altres actors (2019)

Mückstein va escriure el paper principal de Mati, de 18 anys, especialment per a Sophie Stockinger, que estava preparada per al paper amb entrenament físic, entrenament dialectal i entrenament en ciclomotor. Stockinger va dir: "El repte és que el paper està molt lluny de mi com a persona. Per descomptat, hi ha petites semblances o coses que coneixeu de la vostra pròpia vida, però els trets bàsics del caràcter són molt diferents.“
Lukas Johne interpreta a Hannes, Lisa-Caroline Nemec va assumir el paper de Lisa, Dominic Marcus Singer interpreta Kogler i Marcel Wegscheider Fabian. Els altres papers són per Kathrin Resetarits, Dominik Warta, Thomas Otrok, Julia Franz Richter, Jack Hofer, Lucía Zamora Campos i Simon Morzé.

### Rodatge

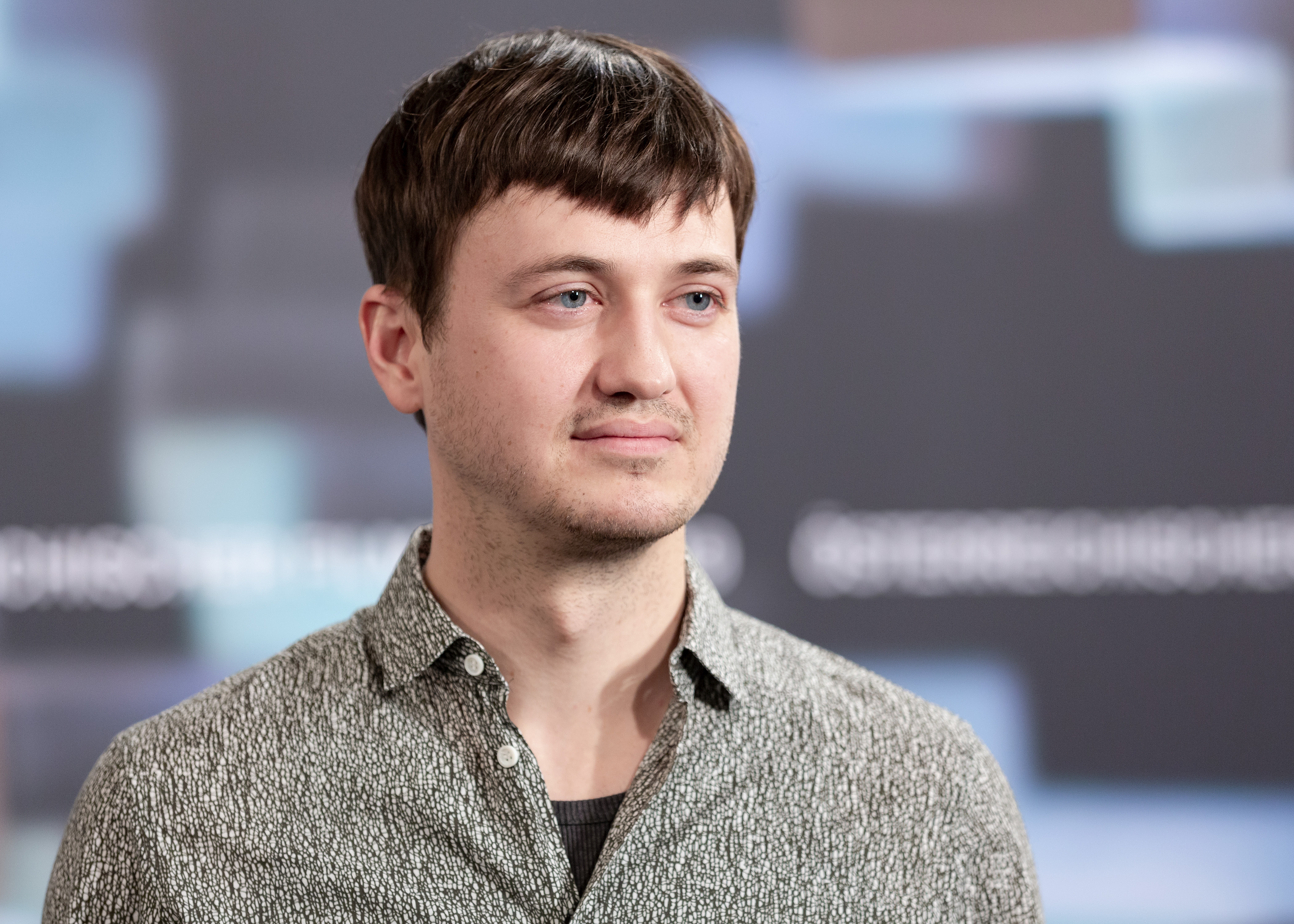
Disseny de so: Hjalti Bager-Jonathansson

El rodatge va tenir lloc del 8 de juliol al 23 de setembre de 2016 a Viena. Els llocs de rodatge a la Baixa Àustria, on es va rodar el setembre de 2016, inclouen una granja a Gablitz i una casa a Pressbaum, ambdues comunitats voregen amb la comunitat de Purkersdorf. A Pressbaum, es va escollir una casa moderna per als pares de Matis. Pel que fa a l'elecció d'ubicacions a la Baixa Àustria, Mückstein explica: "Els llocs també irradien alguna cosa entre línies, es pot saber si és a prop d'una ciutat o molt lluny. Aquí era important explicar la història dels afores del cinturó de rodalies, on els joves tenen una idea de la ciutat però no hi van habitualment i hi ha moltes noves influències."

### Màrqueting i publicació
A principis de febrer de 2018 es va presentar un primer tràiler de la pel·lícula. L'estrena va tenir lloc el 18 de febrer de 2018 com a part del Festival Internacional de Cinema de Berlín, on la pel·lícula era convidada a la secció Panorama i també participà als Premis Teddy, un concurs separat. L'estrena austríaca va tenir lloc al Diagonale, i a les sales de cinema austríaques el 16 de març de 2018.
La pel·lícula es va estrenar en DVD l'octubre de 2018 com a part de l'edició Der österreichische Film de Hoanzl i Der Standard.

## Premis
- 68è Festival Internacional de Cinema de Berlín – Premi Panorama – 3r lloc[14]
- Diagonale 2018 – Premi d'actuació per a tot el conjunt[15]
- Festival de Cinema de Jerusalem 2018 – Premi d'actuació per a tot el conjunt (Katharina Mückstein)[16]
- Festival Internacional de Cinema de Palm Springs 2019 – Nominació al Gran Premi del Jurat New Voices/New Visions (Katharina Mückstein)
- Festival de Cinema de Zuric 2018 – Golden Eye a la millor pel·lícula a la competició Focus: Suïssa, Alemanya, Àustria
- Prix Europa 2020 – nominació a la categoria TV Fiction -[17]